# Collegio elettorale di Cuneo (Camera dei deputati)
Il collegio di Cuneo fu un collegio elettorale uninominale della Repubblica Italiana per l'elezione della Camera dei deputati. Apparteneva alla Circoscrizione Piemonte 2 e fu utilizzato per eleggere un deputato nella XII, XIII e XIV legislatura.
Venne istituito nel 1993 con la cosiddetta Legge Mattarella (Legge n. 277, Nuove norme per l'elezione della Camera dei deputati), attuata in seguito al referendum abrogativo del 1993. La legge istituì per la Camera dei deputati e per il Senato della Repubblica un sistema di elezione misto, in parte maggioritario e in parte proporzionale. Il 75% dei parlamentari dell'assemblea veniva eletto in collegi uninominali tramite sistema maggioritario a turno unico; il restante 25% alla Camera veniva eletto tramite sistema proporzionale con liste bloccate.
Il collegio venne abolito insieme a tutti gli altri che costituivano la Camera con la promulgazione della legge elettorale successiva, la cosiddetta Legge Calderoli. Questa prevedeva un sistema proporzionale con premio di maggioranza, che alla Camera veniva attribuito a livello nazionale.

## Territorio
Il collegio di Cuneo era uno dei 36 collegi uninominali in cui era suddiviso il Piemonte e, come previsto dal D.Lgs. del 20 dicembre 1993 n. 536, era interamente compreso nella provincia di Cuneo e comprendeva i seguenti comuni: Aisone, Argentera, Bernezzo, Borgo San Dalmazzo, Boves, Busca, Caraglio, Castelletto Stura, Castelmagno, Centallo, Cervasca, Costigliole Saluzzo, Cuneo, Demonte, Entracque, Gaiola, Limone Piemonte, Moiola, Montanera, Montemale di Cuneo, Monterosso Grana, Pietraporzio, Pradleves, Rittana, Roaschia, Robilante, Roccasparvera, Roccavione, Sambuco, Tarantasca, Valdieri, Valgrana, Valloriate, Vernante, Vignolo, Villafalletto, Vinadio e Vottignasco.

## Eletti
| Elezione | Elezione | Deputato           | Partito                  |
| -------- | -------- | ------------------ | ------------------------ |
|          | 1994     | Domenico Comino    | Polo delle Libertà (LN)  |
|          | 1996     | Mario Lucio Barral | Lega Nord                |
|          | 2001     | Teresio Delfino    | Casa delle Libertà (UdC) |

## Dati elettorali

### XII legislatura

#### Risultati proporzionale
| Coalizioni        | Coalizioni         | Liste                           | Liste                              | Voti   | %     |
| ----------------- | ------------------ | ------------------------------- | ---------------------------------- | ------ | ----- |
|                   | Polo delle Libertà |                                 | Lega Nord                          | 25.610 | 27,71 |
|                   | Polo delle Libertà | Forza Italia                    | 19.357                             | 20,94  |       |
| Totale Coalizione | Totale Coalizione  | 44.967                          | 48,65                              |        |       |
|                   | Patto per l'Italia |                                 | Partito Popolare Italiano          | 20.300 | 21,96 |
|                   | Progressisti       |                                 | Partito Democratico della Sinistra | 7.567  | 8,19  |
|                   | Progressisti       | Federazione dei Verdi           | 3.456                              | 3,74   |       |
|                   | Progressisti       | Rifondazione Comunista          | 2.906                              | 3,14   |       |
|                   | Progressisti       | Alleanza Democratica            | 1.507                              | 1,63   |       |
|                   | Progressisti       | La Rete - Movimento Democratico | 1.377                              | 1,49   |       |
|                   | Progressisti       | Partito Socialista Italiano     | 959                                | 1,04   |       |
| Totale coalizione | Totale coalizione  | 17.772                          | 19,23                              |        |       |
|                   | Lista Pannella     | Lista Pannella                  | Lista Pannella                     | 4.707  | 5,09  |
|                   | Alleanza Nazionale | Alleanza Nazionale              | Alleanza Nazionale                 | 4.679  | 5,06  |
| Totale            | Totale             | Totale                          | Totale                             | 92.425 |       |

#### Risultati uninominale
|                               | Domenico Comino ✔️ Eletto | Polo delle Libertà (FI - LN - CCD - UDC) | 45 203 | 48,54 |  |  |  |  |  |
|                               | Pier Giorgio Peano        | Patto per l'Italia                       | 25 843 | 27,75 |  |  |  |  |  |
|                               | Ugo Sturlese              | Progressisti                             | 17 161 | 18,43 |  |  |  |  |  |
|                               | Paolo Chiarenza           | Alleanza Nazionale                       | 4 917  | 5,28  |  |  |  |  |  |
| Totale                        | Totale                    | Totale                                   | 93 124 | 100   |  |  |  |  |  |
|                               |                           |                                          |        |       |  |  |  |  |  |
| Fonte: Ministero dell'interno |                           |                                          |        |       |  |  |  |  |  |

### XIII legislatura

#### Risultati proporzionale
| Coalizioni        | Coalizioni              | Liste                              | Liste                                     | Voti   | %     |
| ----------------- | ----------------------- | ---------------------------------- | ----------------------------------------- | ------ | ----- |
|                   | Polo per le Libertà     |                                    | Forza Italia                              | 18.354 | 20,65 |
|                   | Polo per le Libertà     | CCD-CDU                            | 8.386                                     | 9,43   |       |
|                   | Polo per le Libertà     | Alleanza Nazionale                 | 5.720                                     | 6,43   |       |
| Totale coalizione | Totale coalizione       | 32.460                             | 36,51                                     |        |       |
|                   | Lega Nord               | Lega Nord                          | Lega Nord                                 | 30.215 | 33,99 |
|                   | L'Ulivo                 |                                    | Popolari per Prodi (PPI-SVP-PRI-UD-Prodi) | 9.275  | 10,43 |
|                   | L'Ulivo                 | Partito Democratico della Sinistra | 8.795                                     | 9,89   |       |
|                   | L'Ulivo                 | Federazione dei Verdi              | 1.916                                     | 2,16   |       |
| Totale coalizione | Totale coalizione       | 19.986                             | 22,48                                     |        |       |
|                   | Progressisti            |                                    | Rifondazione Comunista                    | 4.166  | 4,69  |
|                   | Lista Pannella - Sgarbi | Lista Pannella - Sgarbi            | Lista Pannella - Sgarbi                   | 1.709  | 1,92  |
|                   | Mani Pulite             | Mani Pulite                        | Mani Pulite                               | 353    | 0,40  |
| Totale            | Totale                  | Totale                             | Totale                                    | 88.889 |       |

#### Risultati uninominale
|                               | Mario Lucio Barral ✔️ Eletto | Lega Nord           | 31 229 | 35,21 |  |  |  |  |  |
|                               | Giovenale Gerbaudo           | L'Ulivo             | 30 085 | 33,92 |  |  |  |  |  |
|                               | Teresio Delfino              | Polo per le Libertà | 27 379 | 30,87 |  |  |  |  |  |
| Totale                        | Totale                       | Totale              | 88 693 | 100   |  |  |  |  |  |
|                               |                              |                     |        |       |  |  |  |  |  |
| Fonte: Ministero dell'interno |                              |                     |        |       |  |  |  |  |  |

### XIV legislatura

#### Risultati proporzionale
| Coalizioni        | Coalizioni              | Liste                   | Liste                                 | Voti   | %     |
| ----------------- | ----------------------- | ----------------------- | ------------------------------------- | ------ | ----- |
|                   | Casa delle Libertà      |                         | Forza Italia                          | 25.058 | 28,91 |
|                   | Casa delle Libertà      | Lega Nord               | 10.026                                | 11,57  |       |
|                   | Casa delle Libertà      | Alleanza Nazionale      | 6.646                                 | 7,67   |       |
|                   | Casa delle Libertà      | CCD-CDU                 | 3.430                                 | 3,96   |       |
|                   | Casa delle Libertà      | Nuovo PSI               | 367                                   | 0,42   |       |
| Totale coalizione | Totale coalizione       | 45.527                  | 52,53                                 |        |       |
|                   | L'Ulivo                 |                         | La Margherita (Dem - PPI - RI- UDEUR) | 14.319 | 16,52 |
|                   | L'Ulivo                 | Democratici di Sinistra | 9.822                                 | 11,33  |       |
|                   | L'Ulivo                 | Il Girasole (FdV - SDI) | 1.441                                 | 1,66   |       |
|                   | L'Ulivo                 | Comunisti Italiani      | 942                                   | 1,09   |       |
| Totale coalizione | Totale coalizione       | 26.524                  | 30,60                                 |        |       |
|                   | Lista Di Pietro         | Lista Di Pietro         | Lista Di Pietro                       | 5.291  | 6,11  |
|                   | Lista Pannella - Bonino | Lista Pannella - Bonino | Lista Pannella - Bonino               | 3.399  | 3,92  |
|                   | Democrazia Europea      | Democrazia Europea      | Democrazia Europea                    | 2.650  | 3,06  |
|                   | Rifondazione Comunista  | Rifondazione Comunista  | Rifondazione Comunista                | 2.630  | 3,03  |
|                   | Fiamma Tricolore        | Fiamma Tricolore        | Fiamma Tricolore                      | 548    | 0,63  |
|                   | Abolizione scorporo     | Abolizione scorporo     | Abolizione scorporo                   | 94     | 0,11  |
| Totale            | Totale                  | Totale                  | Totale                                | 86.663 |       |

#### Risultati uninominale
|                               | Teresio Delfino ✔️ Eletto  | Casa delle Libertà | 41 821 | 48,01 |  |  |  |  |  |
|                               | Guido Lerda                | L'Ulivo            | 33 975 | 39,00 |  |  |  |  |  |
|                               | Walter Cesana              | Lista Di Pietro    | 6 581  | 7,56  |  |  |  |  |  |
|                               | Donatella Capra Martinelli | Democrazia Europea | 4 729  | 5,43  |  |  |  |  |  |
| Totale                        | Totale                     | Totale             | 87 106 | 100   |  |  |  |  |  |
|                               |                            |                    |        |       |  |  |  |  |  |
| Fonte: Ministero dell'interno |                            |                    |        |       |  |  |  |  |  |